# Juliana de Saxe-Coburgo-Saalfeld
Juliana Henriqueta Ulrica de Saxe-Coburgo (em alemão: Juliane Henriette Ulrike von Sachsen-Coburg; Coburgo, 23 de setembro de 1781 — Elfenau, 15 de agosto de 1860), também conhecida como Ana Feodorovna, foi uma princesa alemã de Saxe-Coburgo, terceira filha de Francisco, Duque de Saxe-Coburgo, e de sua segunda esposa, a condessa Augusta de Reuss-Ebersdorf. Tornou-se Grã-Duquesa da Rússia, através de seu casamento com o grão-duque Constantino Pavlovich da Rússia.

## Família

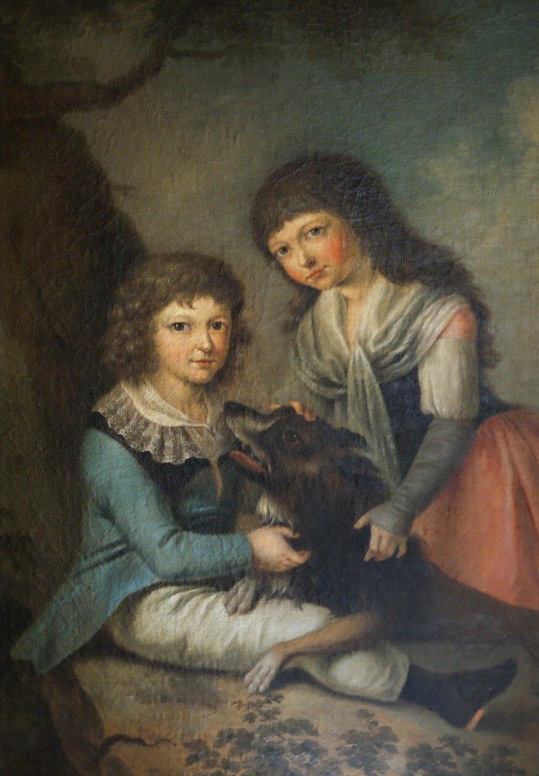
Juliana com seu irmão Ernesto

Juliana foi a terceira filha de Francisco, Duque de Saxe-Coburgo e de sua esposa, a condessa Augusta de Reuss-Ebersdorf. O rei Leopoldo I da Bélgica foi seu irmão menor, enquanto que a rainha Vitória do Reino Unido foi sua sobrinha.

## Grã-duquesa da Rússia

### Planos de casamento
Após o casamento do seu neto mais velho, o grão-duque Alexandre, com a princesa Luísa de Baden em 1793, a imperatriz Catarina II da Rússia começou a procurar uma esposa adequada para o seu segundo neto, o grão-duque Constantino. A imperatriz falava com orgulho sobre o jovem grão-duque, dizendo que este era um partido invejável para muitas noivas europeias, estando no segundo lugar da linha de sucessão do Império Russo. Pouco depois chegou uma proposta de casamento da corte de Nápoles: o rei Fernando I e a rainha Maria Carolina sugeriram um casamento entre o grão-duque e uma das suas filhas, algo que a imperatriz recusou imediatamente.
Em 1795, o general Andrei Budberg foi enviado numa missão secreta às cortes reinantes europeias para encontrar uma noiva para Constantino. Tinha uma grande lista de candidatas, mas durante a sua viagem ficou doente e foi obrigado a ficar em Coburgo, onde foi tratado pelo médico da corte, o barão Stockmar que, assim que ficou a saber da verdadeira intenção da viagem, chamou a atenção do general para as filhas do duque Francisco. Budberg escreveu para São Petersburgo para informar a imperatriz de que tinha encontrado as candidatas perfeitas sem ter visitado qualquer corte.
Depois de considerar o assunto por algum tempo, a imperatriz Catarina II consentiu. Assim que soube que uma das suas filhas se ia tornar grã-duquesa da Rússia, a duquesa Augusta Reuss-Ebersdorf ficou encantada com a ideia: um casamento com a dinastia da Rússia imperial iria trazer grandes benefícios para o relativamente pequeno Ducado de Saxe-Coburgo-Saalfeld. Contudo, na Europa havia outras opiniões. Por exemplo, Charles-François-Philibert Masson escreveu nas suas "Memórias Secretas da Corte de São Petersburgo" sobre o papel pouco invejável das noivas alemãs na corte russa: Uma vítima jovem e comovente que a Alemanha envia como tributo à Rússia, como a Grécia fazia quando enviava as suas virgens ao Minotauro....

### Vida na Rússia

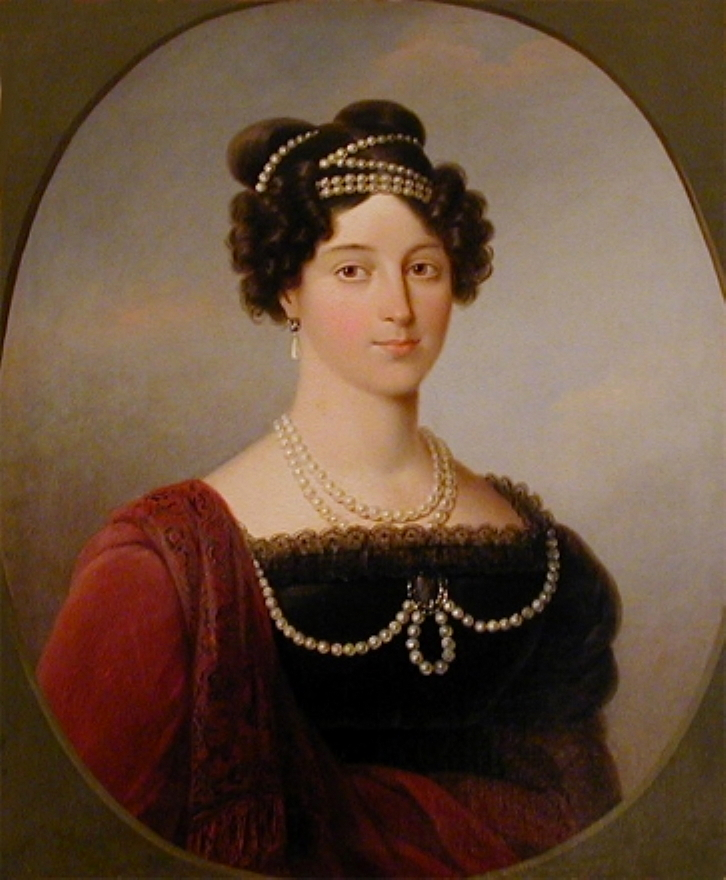
Grã-duquesa Juliana

Na companhia da mãe e das suas duas irmãs mais velhas, Sofia e Antonieta, Juliana viajou para São Petersburgo a pedido da imperatriz Catarina II da Rússia. Depois do primeiro encontro, a imperatriz escreveu: A duquesa de Saxe-Coburgo era linda e digna de respeito entre as mulheres, e as suas filhas são bonitas. É uma pena que o nosso noivo só possa escolher uma, seria bom se pudesse ficar com as três. Mas parece que o nosso Paris ofereceu a maçã à mais nova, verás que prefere a Júlia às suas irmãs (...) é realmente a melhor escolha. Contudo, o príncipe Adam Jerzy Czartoryski escreveu nas suas memórias: Ele (o grão-duque) recebeu uma ordem da imperatriz para se casar com uma das princesas e foram-lhe apresentadas as escolhas para sua futura esposa. Este ponto de vista foi confirmado pela condessa Varvara Golovina que também escreveu: Ao fim de três semanas, o grão-duque foi obrigado a fazer uma escolha. Acho que ele não se queria casar.
Depois de o grão-duque escolher Juliana, a princesa começou a treinar para se tornar consorte. A 2 de fevereiro de 1796, quando ainda não tinha completado quinze anos de idade, adoptou o nome de Ana Feodorovna numa cerimónia de baptismo da Igreja Ortodoxa Russa. Vinte dias depois, a 26 de fevereiro, Ana e Constantino casaram. A imperatriz morreu nove meses depois, a 6 de novembro. Devido ao seu casamento, Ana recebeu a grande cruz da Ordem Imperial de Santa Catarina e a Ordem de São João de Jerusalém.
Esta união, juntamente com o casamento do seu irmão Leopoldo com a princesa Carlota de Gales, fez com que o pequeno Ducado de Saxe-Coburgo se tornasse no coração dinástico da Europa. Além do mais, graças às suas relações com o Império Russo, Saxe-Coburgo ficou relativamente seguro durante as Guerras Napoleónicas. Contudo, a nível pessoal, o casamento foi profundamente infeliz. Constantino, conhecido por ser violento e completamente dedicado à sua carreira militar, tornou a vida da sua esposa intensamente miserável.

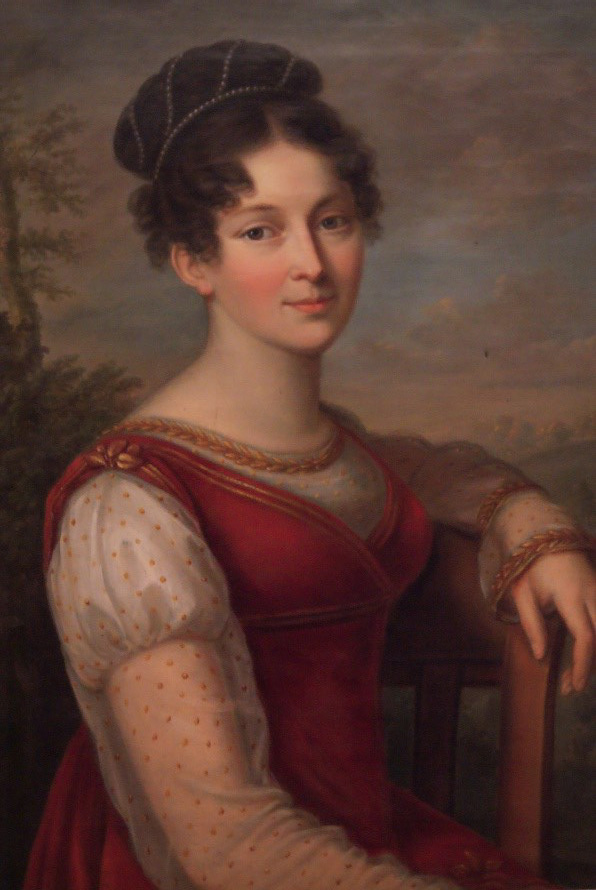
Juliana

Entretanto, a jovem grã-duquesa começou a crescer e tornou-se cada vez mais atraente para a corte russa que a chamava de "Estrela Nascente". Este comportamento fez com que Constantino se tornasse extremamente ciumento, até do seu próprio irmão Alexandre. Proibiu Ana de sair do quarto e quando ela tinha a oportunidade de sair, Constantino levava-a consigo. A condessa Golovina recordou: A vida de casada de Ana Feodorovna era difícil e impossível de manter (...) na sua modéstia, precisava da amizade de Isabel Alexeievna (Luísa de Baden, esposa do seu cunhado Alexandre), que conseguia acalmar as coisas entre os esposos que se zangavam constantemente. Durante os anos difíceis na corte russa, Ana criou uma forte amizade com a grã-duquesa Isabel que tinha quase a sua idade.
Em 1799, Ana deixou a Rússia para realizar um tratamento médico e não queria regressar. Foi ter com a sua família em Coburgo, mas não recebeu o apoio dos seus parentes que temiam pela reputação e pelas finanças da família. Ana deixou Coburgo para fazer uma cura de águas, mas, ao mesmo tempo, a corte de São Petersburgo fazia os seus próprios planos. Sob pressão da família imperial e dos seus próprios parentes, a grã-duquesa foi obrigada a regressar à Rússia. Em outubro de 1799, realizaram-se os casamentos das grã-duquesas Alexandra e Helena. Ana foi obrigada a estar presentes.
O assassinato do czar Paulo I a 23 de março de 1801 deu a Ana a oportunidade de voltar a tentar um plano de fuga. Em agosto desse ano, a sua mãe foi informada de que a grã-duquesa se encontrava gravemente doente. Assim que foi informada sobre a saúde da filha, a duquesa Augusta foi visitá-la. Para a tratar melhor, levou-a para Coburgo com o consentimento do novo imperador, Alexandre I, e do grão-duque Constantino. Assim que chegou à sua terra natal, Ana recusou-se a regressar. Nunca mais voltou à Rússia.

## Vida depois da separação
Quase logo depois de regressar a Coburgo, Ana deu início às negociações para conseguir obter o divórcio do marido. O grão-duque Constantino escreveu na resposta à sua carta: Escreve-me que lhe dei permissão para partir para terras estrangeiras porque somos incompatíveis e porque não lhe posso dar o amor de que precisava. Mas peço-lhe humildemente que se acalme e considere as nossas vidas em conjunto, além de todos estes factos confirmados por escrito e além desta outra razão que não tem.
Em 1803, o divórcio foi novamente recusado uma vez que a imperatriz-viúva Maria Feodorovna temia que o seu filho Constantino se casasse com uma plebeia e uma separação oficial prejudicasse a reputação da grã-duquesa.
Inicialmente, a grã-duquesa temia que as cortes europeias condenassem a sua conduta, mas estas mostraram compaixão perante a sua situação. Ainda casada legalmente, Ana, desejosa de formar uma família, encontrou consolo em casos amorosos clandestinos.
A 28 de outubro de 1808, Ana deu à luz um filho ilegítimo chamado Eduard Edgar Schmidt-Löwe. O pai da criança pode ter sido Jules Gabriel Emile de Seigneux, um nobre menor francês e oficial do exército prussiano. Eduard recebeu um título do irmão mais novo da mãe, o duque Ernesto I, Duque de Saxe-Coburgo-Gota e adoptou o apelido Löwenfels por decreto a 10 de janeiro de 1818.
Mais tarde, Ana mudou-se para Berna, na Suíça e deu à luz uma filha ilegítima em 1802 a quem chamou Louise Hilda Agnes d'Aubert. O pai era Rodolphe Abraham de Schiferli, um cirurgião, professor e camareiro suíço que trabalhou na casa de Ana entre 1812 e 1837. Para encobrir outro escândalo na sua vida, a bebé foi adoptada por Jean François Joseph d'Aubert, uma refugiado francês. Depois deste caso amoroso terminar, Schiferli manteve uma relação de amizade afectuosa e próxima com a grã-duquesa até à sua morte.

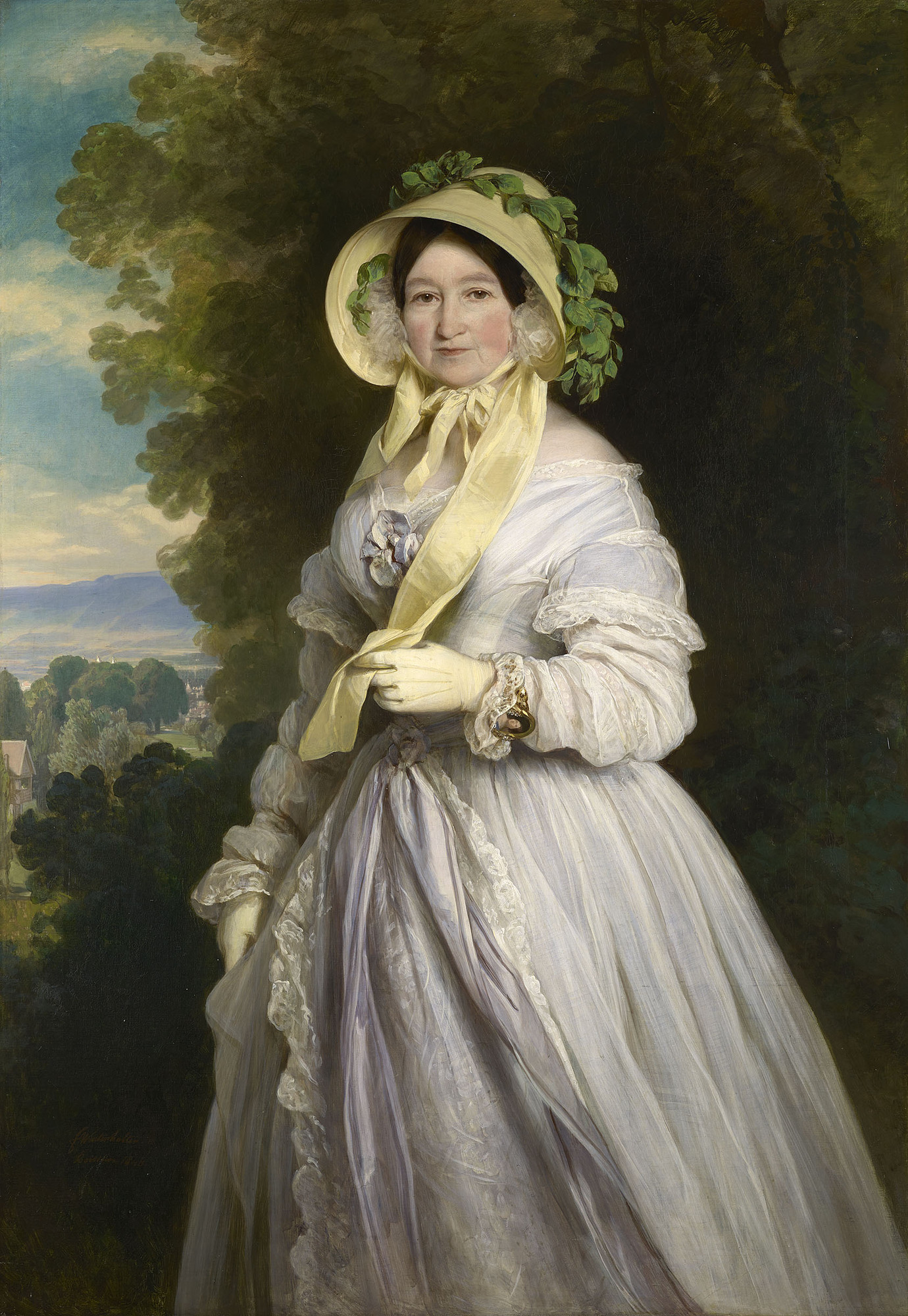
Juliana em seus últimos anos
Por Franz Xaver Winterhalter, 1848, Royal Collection

Elfenau, residência de Juliana na Suíça

Dois anos depois, em 1814, durante a invasão russa da França, o imperador Alexandre I expressou o seu desejo de conseguir uma reconciliação entre o seu irmão e Ana. O grão-duque Constantino, acompanhado do irmão de Ana, Leopoldo, tentou convencê-la a regressar à Rússia com ele, mas a grã-duquesa recusou-se categoricamente. Nesse ano, comprou uma propriedade nas margens do rio Aare à qual deu o nome de Elfenau. Passou aí o resto da vida e, como amante de música, tornou a sua casa não só no centro da sociedade local e estrangeira de música, mas também num local de encontro para diplomatas de vários países que estavam em Berna.
Finalmente, a 20 de março de 1820, depois de uma separação de dezanove anos, o seu casamento foi oficialmente dissolvido por um manifesto do imperador Alexandre I da Rússia. O grão-duque Constantino casou-se dois meses depois com a sua amante, Joanna Grudzińska, e morreu a 27 de Junho de 1831. Ana viveu mais vinte-e-nove anos do que o ex-marido.
Em 1835, o seu filho Eduard casou-se com a sua prima Bertha von Schauenstein, uma filha ilegítima do duque Ernesto I. Este foi um dos poucos acontecimentos felizes nos últimos anos de vida de Juliana. Pouco depois perdeu todas as pessoas mais próximas: os pais, as suas irmãs Sofia e Antonieta, a sua filha Louise, que se tinha casado com Jean Samuel Edouard Dapples em 1834 e morreu três anos depois, aos vinte-e-cinco anos de idade, o seu antigo amante e grande amigo Rodolphe de Schiferli apenas algumas semanas depois da filha, o seu protector, Alexandre I e a sua amiga de infância, a imperatriz Isabel. Nesta altura escreveu que Elfenau se tinha tornado uma "Casa de Luto".
Ana Feodorovna morreu em Elfenau em 1860, aos setenta-e-nove anos de idade. A sua sepultura encontra-se apenas marcada com uma pedra de mármore simples com o nome "Julia-Ana" e as datas do seu nascimento e morte (1781-1860). Não existe qualquer referência aos seus títulos de princesa de Saxe-Coburgo-Saalfeld e grã-duquesa da Rússia. Através dos cinco filhos do seu filho Eduard ainda tem descendentes até aos dias de hoje.
Alexandrina de Baden, esposa do seu sobrinho, o duque Ernesto II de Saxe-Coburgo-Gota, escreveu: As condolências devem ser universais porque a Ana era muito amada e respeitada, porque se envolvia muito com a caridade e era a favor dos pobres e desprivilegiados.

## Genealogia
| Juliana de Saxe-Coburgo-Saalfeld | Pai: Francisco, Duque de Saxe-Coburgo-Saalfeld | Avô paterno: Ernesto Frederico de Saxe-Coburgo-Saalfeld | Bisavô paterno: Francisco Josias de Saxe-Coburgo-Saalfeld            |
| Juliana de Saxe-Coburgo-Saalfeld | Pai: Francisco, Duque de Saxe-Coburgo-Saalfeld | Avô paterno: Ernesto Frederico de Saxe-Coburgo-Saalfeld | Bisavó paterna: Ana Sofia de Schwarzburg-Rudolstadt                  |
| Juliana de Saxe-Coburgo-Saalfeld | Pai: Francisco, Duque de Saxe-Coburgo-Saalfeld | Avó paterna: Sofia Antonia de Brunsvique-Volfembutel    | Bisavô paterno: Fernando Alberto II, Duque de Brunsvique-Volfembutel |
| Juliana de Saxe-Coburgo-Saalfeld | Pai: Francisco, Duque de Saxe-Coburgo-Saalfeld | Avó paterna: Sofia Antonia de Brunsvique-Volfembutel    | Bisavó paterna: Antónia Amália de Brunsvique-Volfembutel             |
| Juliana de Saxe-Coburgo-Saalfeld | Mãe: Augusta Reuss-Ebersdorf                   | Avô materno: Henrique XXIV de Reuss-Ebersdorf           | Bisavô materno: Henrique XXIX de Reuss-Ebersdorf                     |
| Juliana de Saxe-Coburgo-Saalfeld | Mãe: Augusta Reuss-Ebersdorf                   | Avô materno: Henrique XXIV de Reuss-Ebersdorf           | Bisavó materna: Sofia Teodora de Castell-Castell                     |
| Juliana de Saxe-Coburgo-Saalfeld | Mãe: Augusta Reuss-Ebersdorf                   | Avó materna: Carolina de Erbach-Schönberg               | Bisavô materno: Jorge Augusto de Erbach-Schönberg                    |
| Juliana de Saxe-Coburgo-Saalfeld | Mãe: Augusta Reuss-Ebersdorf                   | Avó materna: Carolina de Erbach-Schönberg               | Bisavó materna: Fernandina Henriqueta de Stolberg-Gedern             |